# غاردي دي بوردون
غاردي دي بوردون (بالإنجليزية: Garde de Bordon)‏ هو أحد جبال سلسلة جبال الألب بينيني وجزء من القمة الأم جبل مونتي روزا يقع في سويسرا. يبلغ ارتفاع الجبل حوالي 3310 متر، بينما يبلغ ارتفاع نتوء الجبل 249 متر.